# Markus Halsti
Markus Olof Halsti (* 19. März 1984 in Helsinki) ist ein finnischer ehemaliger Fußballspieler. 
Der Defensivspieler, der 2008 für die finnische Nationalmannschaft debütiert hatte, gewann in Finnland und Schweden jeweils den Meistertitel.

## Werdegang

### Karrierebeginn im Heimatland
Markus Halsti begann seine Karriere in seiner Heimatstadt Helsinki beim FC Viikingit aus dem Stadtbezirk Vuosaari. Ab dem Jahr 2003 stand Halsti beim finnischen Rekordmeister HJK Helsinki unter Vertrag. In der Saison 2003 debütierte er im Alter von 19-jahren in der Veikkausliiga. Bis zum Saisonende kam er zu weiteren Einsätzen in der Liga und Pokal. Mit dem HJK konnte er gleich in seiner ersten Spielzeit als Profi das Double aus Meisterschaft und Pokalsieg feiern. In den folgenden Spielzeiten konnte Halsti sich unter dem englischen Trainer Keith Armstrong regelmäßig in die Mannschaft spielen. Für einen möglichen Stammplatz kam Halsti bis zu seinem Abschied aus Helsinki am Saisonende 2007 allerdings nicht infrage. Die meisten Ligaeinsätze konnte in der Spielzeit 2006 aufweisen als er 21 von möglichen 30 absolvierte, zugleich konnte Halsti im Jahr 2006 mit dem Hauptstadtklub zum zweiten Mal nach 2003 den Pokal gewinnen. Auch aufgrund von Verletzungen kam er in fünf Jahren auf insgesamt 77 Ligaspiele in den er drei Treffer erzielen konnte. 

### Wechsel nach Schweden und Nationalmannschaftsdebüt
Im Dezember 2007 unterschrieb er nach einem Tipp vom damaligen Finnischen Nationaltrainer Roy Hodgson einen Vertrag beim schwedischen Verein GAIS Göteborg. Noch bevor Markus Halsti zu einem Pflichtspieleinsatz gekommen war, unterschrieb er bei Schwedens erfolgreichsten Fußballvereinen dem Malmö FF einen Kontrakt. Nachdem er zuvor bereits in der finnischen Auswahlmannschaft gespielt hatte, waren seine guten Leistungen, die auch zum Wechsel ins Ausland geführt hatten, mit dem Debüt in der finnischen Nationalmannschaft verbunden. Am 6. Februar 2008 lief er gegen Griechenland erstmals im Nationaljersey auf.
Nach 15 und 10 Ligaspielen, die Halsti in seinen ersten beiden Saisons für den neuen Verein spielte, verletzte er sich in der Saison 2010 schwerwiegend und verpasste fast die gesamte Spielzeit. Lediglich in sieben Saisonspielen war er aufgelaufen, als die Mannschaft die Meisterschaft gewann. Auch in der Folge setzte er sich zunächst nicht dauerhaft durch, stand aber im erweiterten Kader der Nationalmannschaft. Vier Jahre nach seinem Debüt nahm er mit der Auswahl am Baltic Cup 2012 in Estland teil; im Finale unterlag Finnland im entscheidenden Elfmeterschießen gegen Lettland.
Ab der Spielzeit 2013 erkämpfte Halsti einen Stammplatz bei seinem Klub. 28 Spieleinsätze standen für ihn unter Trainer Rikard Norling zu Buche, als die Mannschaft erneut den Meistertitel gewann. Auch in der folgenden Spielzeit war er unter dem neuen Trainer Åge Hareide einer der Leistungsträger, als der Klub einerseits den Titel in der schwedischen Meisterschaft verteidigte und sich andererseits erstmals in der Vereinsgeschichte für die Gruppenphase der UEFA Champions League qualifizierte. Dort verpasste er an der Seite von Emil Forsberg, Markus Rosenberg, Anton Tinnerholm und Isaac Kiese Thelin als Tabellenletzter ein Überwintern im Europapokal. Im Januar verkündete der Klub, dass keine Übereinkunft getroffen werden konnte, den auslaufenden Vertrag zu verlängern, und sich damit die Wege trennen.

### Wechsel in die USA
Am 12. Januar 2015 wurde bekannt, dass Halsti zu D.C. United in die Major League Soccer wechselt. Bereits 2016 wechselte er zum FC Midtjylland in die dänische Superliga.

## Erfolge
mit dem HJK Helsinki:
- Finnischer Meister: 2003
- Finnischer Pokalsieger: 2003, 2006

mit Malmö FF:
- Schwedischer Supercup: 2013, 2014
- Schwedischer Meister: 2010, 2013, 2014